# Canoë-kayak aux Jeux olympiques d'été de 2012 - K1 slalom hommes
Navigation
Pékin 2008 Rio de Janeiro 2016
L'épreuve masculine du K1 des Jeux olympiques d'été 2012 de Londres s'est déroulée au Lee Valley White Water Centre, du 29 juillet au 1er août 2012.

## Règlement
L'embarcation utilisée pour l'épreuve du K1 est un kayak monoplace.
Le parcours comporte de 18 à 25 portes matérialisées par des fiches bicolores (blanche et verte ou blanche et rouge)sur une distance d'un minimum de 250 mètres et d'un maximum de 400 mètres. Selon la couleur de la porte, elle doit être prise dans le sens de la rivière (porte blanche et verte) ou en remontant la rivière (porte blanche et rouge). Les portes doivent être exécutées dans l'ordre des numéros affichés. Le parcours doit contenir 6 ou 7 portes en remontées et doit être navigable dans un temps s'approchant de 95 secondes.

## Format de la compétition
Lors des séries, chaque concurrent bénéficie de deux manches pour réaliser le meilleur temps possible. Les 12 athlètes ayant le meilleur temps se qualifient pour les demi-finales. Lors de celles-ci, les athlètes auront une seule tentative pour réaliser l'un des 8 meilleurs temps et se qualifier pour la finale. La finale se compose d'une tentative supplémentaire et le classement des médailles est établi sur le seul temps de la finale, augmenté éventuellement, des pénalités :
- 2 secondes pour une porte touchée
- 50 secondes pour une porte non franchie

## Programme
Tous les temps correspondent à l'UTC+1
| Date                     | Horaire            | Manche       |
| ------------------------ | ------------------ | ------------ |
| Dimanche 29 juillet 2012 | 14 h 24 et 16 h 36 | Séries       |
| Mercredi 1er août 2012   | 13 h 30            | Demi-finales |
| Mercredi 1er août 2012   | 15 h 15            | Finale       |

## Résultats

### Séries
| Rang | Nom               | Pays               | Tour préliminaire | Tour préliminaire | Tour préliminaire |
| Rang | Nom               | Pays               | Manche 1          | Manche 2          | Meilleur          |
| ---- | ----------------- | ------------------ | ----------------- | ----------------- | ----------------- |
| 1    | Hannes Aigner     | Allemagne          | 92 s 56           | 83 s 49           | 83 s 49           |
| 2    | Daniele Molmenti  | Italie             | 91 s 40           | 86 s 68           | 86 s 68           |
| 3    | Samuel Hernanz    | Espagne            | 87 s 07           | 91 s 25           | 87 s 07           |
| 4    | Vavřinec Hradílek | République tchèque | 87 s 44           | 87 s 66           | 87 s 44           |
| 5    | Mathieu Doby      | Belgique           | 92 s 74           | 87 s 92           | 87 s 92           |
| 6    | Peter Kauzer      | Slovénie           | 90 s 98           | 88 s 10           | 88 s 10           |
| 7    | Mike Kurt         | Suisse             | 88 s 14           | 88 s 48           | 88 s 14           |
| 8    | Mateusz Polaczyk  | Pologne            | 88 s 51           | 90 s 60           | 88 s 51           |
| 9    | Mike Dawson       | Nouvelle-Zélande   | 90 s 90           | 88 s 58           | 88 s 58           |
| 10   | Helmut Oblinger   | Autriche           | 88 s 81           | 92 s 66           | 88 s 81           |
| 11   | Richard Hounslow  | Grande-Bretagne    | 94 s 40           | 89 s 12           | 89 s 12           |
| 12   | Eoin Rheinisch    | Irlande            | 89 s 97           | 90 s 72           | 89 s 97           |
| 13   | Étienne Daille    | France             | 90 s 12           | 241 s 73          | 90 s 12           |
| 14   | Benjamin Boukpeti | Togo               | 95 s 28           | 90 s 52           | 90 s 52           |
| 15   | Kazuki Yazawa     | Japon              | 96 s 66           | 92 s 57           | 92 s 57           |
| 16   | Scott Parsons     | États-Unis         | 94 s 16           | 141 s 72          | 94 s 16           |
| 17   | Huang Cunguang    | Chine              | 94 s 40           | 94 s 54           | 94 s 40           |
| 18   | Warwick Draper    | Australie          | 95 s 20           | 95 s 08           | 95 s 08           |
| 19   | Hermann Husslein  | Thaïlande          | 100 s 67          | 95 s 11           | 95 s 11           |
| 20   | Michael Tayler    | Canada             | 155 s 89          | 97 s 64           | 97 s 64           |
| 21   | Jonathan Akinyem  | Nigéria            | 104 s 70          | 146 s 95          | 104 s 70          |
| 22   | Dinko Mulić       | Croatie            | 293 s 58          | 143 s 28          | 143 s 28          |

 Qualifiés pour la demi-finale

### Demi-finale
| Rang | Nom               | Pays               | Manche de demi-finale | Manche de demi-finale |
| Rang | Nom               | Pays               | Secondes de pénalité  | Temps                 |
| ---- | ----------------- | ------------------ | --------------------- | --------------------- |
| 1    | Peter Kauzer      | Slovénie           | 2                     | 96 s 02               |
| 2    | Mateusz Polaczyk  | Pologne            | 0                     | 96 s 36               |
| 3    | Daniele Molmenti  | Italie             | 0                     | 96 s 37               |
| 4    | Samuel Hernanz    | Espagne            | 0                     | 97 s 18               |
| 5    | Hannes Aigner     | Allemagne          | 2                     | 97 s 60               |
| 6    | Benjamin Boukpeti | Togo               | 0                     | 98 s 13               |
| 7    | Helmut Oblinger   | Autriche           | 0                     | 98 s 99               |
| 8    | Vavřinec Hradílek | République tchèque | 2                     | 99 s 58               |
| 9    | Kazuki Yazawa     | Japon              | 0                     | 99 s 99               |
| 10   | Étienne Daille    | France             | 0                     | 100 s 55              |
| 11   | Mathieu Doby      | Belgique           | 2                     | 102 s 58              |
| 12   | Richard Hounslow  | Grande-Bretagne    | 2                     | 104 s 30              |
| 13   | Mike Kurt         | Suisse             | 50                    | 147 s 35              |
| 14   | Eoin Rheinisch    | Irlande            | 50                    | 153 s 98              |
| 15   | Mike Dawson       | Nouvelle-Zélande   | 100                   | 207 s 63              |

 Qualifiés pour la finale

### Finale
| Rang                                | Nom               | Pays               | Manche finale        | Manche finale |
| Rang                                | Nom               | Pays               | Secondes de pénalité | Temps         |
| ----------------------------------- | ----------------- | ------------------ | -------------------- | ------------- |
| Médaille d'or, Jeux olympiques      | Daniele Molmenti  | Italie             | 0                    | 93 s 43       |
| Médaille d'argent, Jeux olympiques  | Vavřinec Hradílek | République tchèque | 0                    | 94 s 78       |
| Médaille de bronze, Jeux olympiques | Hannes Aigner     | Allemagne          | 0                    | 94 s 92       |
| 4                                   | Mateusz Polaczyk  | Pologne            | 0                    | 96 s 14       |
| 5                                   | Samuel Hernanz    | Espagne            | 0                    | 96 s 95       |
| 6                                   | Peter Kauzer      | Slovénie           | 6                    | 101 s 01      |
| 7                                   | Étienne Daille    | France             | 2                    | 101 s 87      |
| 8                                   | Helmut Oblinger   | Autriche           | 0                    | 104 s 28      |
| 9                                   | Kazuki Yazawa     | Japon              | 0                    | 104 s 44      |
| 10                                  | Benjamin Boukpeti | Togo               | 52                   | 152 s 23      |

## Sources
- Le site officiel du Comité international olympique
- Site officiel de Londres 2012
- (en) Programme des compétitions